# Церовець-при-Чрешнєвцу
Церовець-при-Чрешнєвцу (словен. Cerovec pri Črešnjevcu) — поселення в общині Семич, регіон Південно-Східна Словенія, Словенія.